# Cinquième circonscription des Français établis hors de France
La cinquième circonscription des Français établis hors de France est l'une des onze circonscriptions législatives des Français établis hors de France. Créée en 2010 à la faveur d'un redécoupage, elle comprend la péninsule Ibérique et la principauté de Monaco, pour une population de 120 708 Français inscrits sur les registres consulaires.

## Étendue territoriale
La cinquième circonscription des Français établis hors de France recouvre les pays suivants (avec le nombre d'inscrits au 31 décembre 2011 sur le registre consulaire de ces pays) :
- Andorre (3 288[3])
- Espagne (94 056[3])
- Monaco (7 792[3])
- Portugal (15 572[3])

## Députés
Le socialiste Arnaud Leroy est le premier député de la circonscription à la suite de sa victoire, avec 52,67 % des voix, face à la candidate de l'UMP Laurence Sailliet.
Samantha Cazebonne (La République en marche) lui succède en 2017, après avoir recueilli plus de 50 % des voix dès le premier tour (mais avec une participation insuffisante car moins de 25 % des inscrits) contre 66 % des voix au second tour contre François Ralle-Andreoli, le candidat présenté par La France insoumise Europe Écologie Les Verts et le Parti communiste français.
À la suite de l'élection de Samantha Cazbonne au Sénat lors des élections sénatoriales de 2021 pour les Français établis hors de France, c'est son suppléant, Stéphane Vojetta,qui lui succède à l'Assemblée Nationale le 6 octobre 2021.
| Législature | Début de mandat | Fin de mandat    | Député élu         | Parti politique                                                 | Parti politique | Observations                                                                           | Suppléant         |
| ----------- | --------------- | ---------------- | ------------------ | --------------------------------------------------------------- | --------------- | -------------------------------------------------------------------------------------- | ----------------- |
| XIVe        | 20 juin 2012    | 20 juin 2017     | Arnaud Leroy       |                                                                 | PS              |                                                                                        | Solédad Margareto |
| XVe         | 20 juin 2017    | 2 février 2018   | Samantha Cazebonne |                                                                 | LREM            | Élection annulée par le Conseil constitutionnel.                                       | Stéphane Vojetta  |
| XVe         | 23 avril 2018   | 1er octobre 2021 | Samantha Cazebonne | Élue au Sénat.                                                  | LREM            |                                                                                        | Stéphane Vojetta  |
| XVe         | 6 octobre 2021  | 21 juin 2022     | Stéphane Vojetta   |                                                                 | LREM            | Remplacement de Samantha Cazebonne, élue sénatrice.                                    | —                 |
| XVIe        | 22 juin 2022    | 9 juin 2024      | Stéphane Vojetta   |                                                                 | DVC             | Mandat écourté à la suite d'une dissolution parlementaire décidée par Emmanuel Macron. | Nathalie Coggia   |
| XVIIe       | 8 juillet 2024  | 11 juillet 2025  | Stéphane Vojetta   | Déclaré démissionnaire d'office par le Conseil constitutionnel. | DVC             |                                                                                        | Nathalie Coggia   |

## Résultats électoraux

### Élection de 2012
| Candidat       | Candidat                   | Parti          | Premier tour | Premier tour | Second tour | Second tour |
| Candidat       | Candidat                   | Parti          | Voix         | %            | Voix        | %           |
| -------------- | -------------------------- | -------------- | ------------ | ------------ | ----------- | ----------- |
|                | Laurence Sailliet          | UMP            | 5 087        | 31,88        | 7 624       | 47,33       |
|                | Arnaud Leroy               | PS             | 4 870        | 30,52        | 8 485       | 52,67       |
|                | Carolina Punset            | EELV           | 1 514        | 9,49         |             |             |
|                | Juliette Estivil           | FG             | 1 374        | 8,61         |             |             |
|                | Alain Lavarde              | FN             | 1 035        | 6,49         |             |             |
|                | Richard Onses              | PR             | 745          | 4,67         |             |             |
|                | Charles-Philippe d'Orléans | AC             | 486          | 3,05         |             |             |
|                | Bernard Soulier            | DVC            | 317          | 1,99         |             |             |
|                | Sophie Levamis             | PCD (PLD)      | 218          | 1,37         |             |             |
|                | Muriel Guenoux             | PRG (GÉ)       | 124          | 0,78         |             |             |
|                | Sébastien Drochon          | SP             | 101          | 0,63         |             |             |
|                | Catherine Nguyen Thi Minh  | RIC            | 64           | 0,40         |             |             |
|                | Jean-Bastien Urfels        | DLR            | 21           | 0,13         |             |             |
|                |                            |                |              |              |             |             |
| Inscrits       | Inscrits                   | Inscrits       | 79 386       | 100,00       | 79 530      | 100,00      |
| Abstentions    | Abstentions                | Abstentions    | 63 201       | 79,61        | 63 023      | 79,24       |
| Votants        | Votants                    | Votants        | 16 185       | 20,39        | 16 507      | 20,76       |
| Blancs et nuls | Blancs et nuls             | Blancs et nuls | 229          | 1,41         | 398         | 2,41        |
| Exprimés       | Exprimés                   | Exprimés       | 15 956       | 98,59        | 16 109      | 97,59       |

### Élection de 2017
Député sortant : Arnaud Leroy (Parti socialiste).
|                                                                                                   | |                          |                          |                          |                          |
|                                                                                                   | | Premier tour 4 juin 2017 | Premier tour 4 juin 2017 | Second tour 18 juin 2017 | Second tour 18 juin 2017 |
|                                                                                                   | |                          |                          |                          |                          |
|                                                                                                   | | Nombre                   | % des inscrits           | Nombre                   | % des inscrits           |
| Inscrits                                                                                          | Inscrits | 91 374                   | 100,00                   | 91 291                   | 100,00                   |
| Abstentions                                                                                       | Abstentions | 76 810                   | 84,06                    | 78 931                   | 86,46                    |
| Votants                                                                                           | Votants | 14 564                   | 15,94                    | 12 360                   | 13,54                    |
|                                                                                                   | |                          | % des votants            |                          | % des votants            |
| Bulletins blancs                                                                                  | Bulletins blancs | 71                       | 0,49                     | 417                      | 3,37                     |
| Bulletins nuls                                                                                    | Bulletins nuls | 48                       | 0,33                     | 120                      | 0,97                     |
| Suffrages exprimés                                                                                | Suffrages exprimés | 14 445                   | 99,18                    | 11 823                   | 95,66                    |
|                                                                                                   | |                          |                          |                          |                          |
| Candidat Étiquette politique (partis et alliances)                                                | Candidat Étiquette politique (partis et alliances)                                                                                       | Voix                     | % des exprimés           | Voix                     | % des exprimés           |
|                                                                                                   | |                          |                          |                          |                          |
|                                                                                                   | Samantha Cazebonne La République en marche                                                                                               | 7 274                    | 50,36                    | 7 828                    | 66,21                    |
|                                                                                                   | François Ralle-Andreoli Agissons Ensemble (Europe Écologie Les Verts - La France Insoumise - Parti communiste français - Nouvelle Donne) | 2 242                    | 15,52                    | 3 995                    | 33,79                    |
|                                                                                                   | Laurence Sailliet Les Républicains (Union des démocrates et indépendants)                                                                | 2 182                    | 15,11                    |                          |                          |
|                                                                                                   | Gabrielle Siry-Houari Parti socialiste                                                                                                   | 1 175                    | 8,13                     |                          |                          |
|                                                                                                   | Natacha Barral Front national | 818                      | 5,66                     |                          |                          |
|                                                                                                   | Hubert Patural Divers droite | 206                      | 1,43                     |                          |                          |
|                                                                                                   | Alexis Boudaud-Anduaga Écologiste | 126                      | 0,87                     |                          |                          |
|                                                                                                   | Olivia Tholance Union populaire républicaine                                                                                             | 113                      | 0,78                     |                          |                          |
|                                                                                                   | Éric Morgeau Extrême droite (Front des Patriotes républicains)                                                                           | 108                      | 0,75                     |                          |                          |
|                                                                                                   | Benjamin Leduc Parti chrétien-démocrate                                                                                                  | 85                       | 0,59                     |                          |                          |
|                                                                                                   | Caroline Guébel Divers | 59                       | 0,41                     |                          |                          |
|                                                                                                   | Venise Jonnet Divers (#MaVoix) | 51                       | 0,35                     |                          |                          |
|                                                                                                   | Olivier Hennebelle Parti animaliste | 6                        | 0,04                     |                          |                          |
|                                                                                                   | Chloé Teyssou Parti radical | 0                        | 0,00                     |                          |                          |
| Source : Ministère de l'Intérieur - Cinquième circonscription des Français établis hors de France | |                          |                          |                          |                          |

### Élection partielle de 2018
Les électeurs de la circonscription sont appelés à élire un nouveau député à la suite de l'annulation des résultats de juin 2017 par le Conseil constitutionnel. En effet, à la suite d'un recours de Laurence Sailliet (LR), troisième au premier tour de l'élection législative du 4 juin, l'élection de Samantha Cazebonne (LREM) est annulée le 2 février 2018 « compte tenu du faible écart de voix entre les candidats arrivés deuxième et troisième au premier tour de scrutin » et d'irrégularités qui « sont de nature à avoir modifié l'ordre de préférence exprimé par les électeurs entre ceux-ci à ce premier tour et à avoir ainsi influé sur l'issue du second tour ».
L'élection partielle se tient les 8 et 22 avril 2018.
| Candidat           | Candidat                | Parti                           | Premier tour | Premier tour | Premier tour | Second tour | Second tour | Second tour |
| Candidat           | Candidat                | Parti                           | Voix         | %            | +/- 2017     | Voix        | %           | +/- 2017    |
| ------------------ | ----------------------- | ------------------------------- | ------------ | ------------ | ------------ | ----------- | ----------- | ----------- |
|                    | Samantha Cazebonne*     | LREM (UDI)                      | 2 398        | 35,15        | 15,21 pts    | 3 623       | 53,96       | 12,25 pts   |
|                    | François Ralle-Andreoli | AE (FI - EÉLV - PCF - ND - G.s) | 1 941        | 28,45        | 12,93 pts    | 3 091       | 46,04       | 12,25 pts   |
|                    | Raphaël Chambat         | LR (LC - CPNT)                  | 952          | 13,95        | 1,16 pts     |             |             |             |
|                    | Jean-Laurent Poitevin   | LREM diss.                      | 511          | 7,49         | Nv.          |             |             |             |
|                    | Mehdi Benlahcen         | PS                              | 510          | 7,47         | 0,66 pt      |             |             |             |
|                    | Ludovic Lemoues         | FPR (ex-FN)                     | 275          | 4,03         | 3,28 pts     |             |             |             |
|                    | Yohann Castro           | LR diss.                        | 122          | 1,79         | Nv.          |             |             |             |
|                    | Michel Hunault          | DVD                             | 63           | 0,92         | Nv.          |             |             |             |
|                    | Samir Sahraoui          | SE                              | 51           | 0,75         | Nv.          |             |             |             |
|                    |                         |                                 |              |              |              |             |             |             |
| Inscrits           | Inscrits                | Inscrits                        | 88 455       | 100,00       |              | 88 408      | 100,00      |             |
| Abstentions        | Abstentions             | Abstentions                     | 81 495       | 92,13        | 81 360       | 92,03       |             |             |
| Votants            | Votants                 | Votants                         | 6 960        | 7,87         | 7 048        | 7,97        |             |             |
| Blancs             | Blancs                  | Blancs                          | 87           | 1,25         | 203          | 2,88        |             |             |
| Nuls               | Nuls                    | Nuls                            | 50           | 0,72         | 131          | 1,86        |             |             |
| Exprimés           | Exprimés                | Exprimés                        | 6823         | 98,03        | 6 714        | 95,26       |             |             |
| * députée sortante |                         |                                 |              |              |              |             |             |             |

### Élections de 2022
| Résultats des élections législatives des 12 et 19 juin 2022 de la 5e circonscription des Français de l'Étranger |                                |                          |                          |              |              |             |             |
| Candidat | Candidat                       | Parti et coalition       | Nuance                   | Premier tour | Premier tour | Second tour | Second tour |
| Candidat | Candidat                       | Parti et coalition       | Nuance                   | Voix         | %            | Voix        | %           |
| | Renaud Le Berre                | EELV (NUPES)             | NUP                      | 6 942        | 27,89        | 11 073      | 42,74       |
| | Stéphane Vojetta*              | LREM diss.               | DVC                      | 6 123        | 24,60        | 14 836      | 57,26       |
| | Manuel Valls                   | LREM (ENS)               | ENS                      | 4 024        | 16,17        |             |             |
| | Nicolas Chamoux                | REC                      | REC                      | 1 931        | 7,76         |             |             |
| | Laurent Goater                 | LR (UDC)                 | LR                       | 1 775        | 7,13         |             |             |
| | José Sánchez Pérez             | UCE (ÉMP)                | ECO                      | 1 085        | 4,36         |             |             |
| | Serge Bies                     | RN                       | RN                       | 999          | 4,01         |             |             |
| | Claire Behar                   | SE                       | DIV                      | 665          | 2,67         |             |             |
| | Maria Isabel de Sousa Teixeira | LRDG (FGR)               | RDG                      | 510          | 2,05         |             |             |
| | Marc Ridelle                   | LP (UPF)                 | DSV                      | 396          | 1,59         |             |             |
| | Robin Fontaine                 | Volt Europa              | DIV                      | 375          | 1,51         |             |             |
| | Garbiñe Eraso                  | EH Bai (RPS)             | REG                      | 66           | 0,27         |             |             |
| Votes valides                                                                                                   | Votes valides                  | Votes valides            | Votes valides            | 24 891       | 98,79        | 25 909      | 95,03       |
| Votes blancs | Votes blancs                   | Votes blancs             | Votes blancs             | 278          | 1,10         | 1 287       | 4,72        |
| Votes nuls | Votes nuls                     | Votes nuls               | Votes nuls               | 28           | 0,11         | 69          | 0,25        |
| Total | Total                          | Total                    | Total                    | 25 197       | 100          | 27 265      | 100         |
| Abstention | Abstention                     | Abstention               | Abstention               | 79 852       | 76,01        | 77 767      | 74,04       |
| Inscrits / participation                                                                                        | Inscrits / participation       | Inscrits / participation | Inscrits / participation | 105 049      | 23,99        | 105 032     | 25,96       |

### Élections législatives de 2024
| Candidat                 | Candidat                 | Parti et coalition       | Nuance                   | Premier tour | Premier tour | Second tour | Second tour |
| Candidat                 | Candidat                 | Parti et coalition       | Nuance                   | Voix         | %            | Voix        | %           |
| ------------------------ | ------------------------ | ------------------------ | ------------------------ | ------------ | ------------ | ----------- | ----------- |
|                          | Stéphane Vojetta         | SE                       | DVC                      | 14 492       | 33,68        | 25 894      | 61,47       |
|                          | Maxime Da Silva          | LFI (NFP)                | UG                       | 11 267       | 26,18        | 16 230      | 38,53       |
|                          | Johana Maurel            | RN                       | RN                       | 8 385        | 19,49        |             |             |
|                          | José Sanchez Perez       | EEE                      | DVC                      | 2 226        | 5,17         |             |             |
|                          | Jeremie Fosse            | SE                       | DVG                      | 2 161        | 5,02         |             |             |
|                          | Yohann Castro            | SE                       | DVD                      | 2 069        | 4,81         |             |             |
|                          | Béatrice Mazel           | REC                      | REC                      | 794          | 1,85         |             |             |
|                          | Sarah Millot             | LRDG                     | DVG                      | 587          | 1,36         |             |             |
|                          | Alexandre Marie          | Volt                     | DVG                      | 353          | 0,82         |             |             |
|                          | Jean-François Calvet     | DLF                      | DSV                      | 308          | 0,72         |             |             |
|                          | Maud Lagarde             | SE                       | DIV                      | 187          | 0,43         |             |             |
|                          | Christopher Brenier      | PLIB                     | DIV                      | 132          | 0,31         |             |             |
|                          | David Nataf              | SE                       | DIV                      | 70           | 0,16         |             |             |
|                          |                          |                          |                          |              |              |             |             |
| Votes valides            | Votes valides            | Votes valides            | Votes valides            | 43 031       | 98,49        | 42 124      | 93,19       |
| Votes blancs             | Votes blancs             | Votes blancs             | Votes blancs             | 591          | 1,35         | 2 957       | 6,54        |
| Votes nuls               | Votes nuls               | Votes nuls               | Votes nuls               | 70           | 0,16         | 123         | 0,27        |
| Total                    | Total                    | Total                    | Total                    | 43 692       | 100          | 45 204      | 100         |
| Abstention               | Abstention               | Abstention               | Abstention               | 71 810       | 62,17        | 70 293      | 60,86       |
| Inscrits / participation | Inscrits / participation | Inscrits / participation | Inscrits / participation | 115 502      | 37,83        | 115 497     | 39,14       |

### Élection partielle de 2025
Le 11 juillet 2025, le Conseil constitutionnel déclare le député divers centre Stéphane Vojetta inéligible pendant un an, qui fait qu'il est déclaré démissionnaire d'office.
L'élection aura lieu le 28 septembre (avec un éventuel second tour le 12 octobre).
| Candidat                 | Candidat                     | Parti et coalition | Premier tour | Premier tour | Premier tour | Second tour | Second tour | Second tour |  |
| Candidat                 | Candidat                     | Parti et coalition | Voix         | %            | +/-          | Voix        | %           | +/-         |  |
| ------------------------ | ---------------------------- | ------------------ | ------------ | ------------ | ------------ | ----------- | ----------- | ----------- |  |
|                          | Thomas Brant                 | DEC (DNM)          |              |              | Nv.          |             |             |             |  |
|                          | Christopher Brenier          | PLIB               |              |              |              |             |             |             |  |
|                          | Nathalie Coggia              | RE                 |              |              |              |             |             |             |  |
|                          | Guillaume Horn (à confirmer) | PS                 |              |              |              |             |             |             |  |
|                          | Martha Peciña                | LFI                |              |              |              |             |             |             |  |
|                          | José Sanchez Perez           | EÉÉ                |              |              |              |             |             |             |  |
|                          | Christophe Sougey de Funès   | LR                 |              |              |              |             |             |             |  |
|                          | Johana Maurel                | RN                 |              |              |              |             |             |             |  |
|                          |                              |                    |              |              |              |             |             |             |  |
| Votes valides            |                              |                    |              |              |              |             |             |             |  |
| Votes blancs             |                              |                    |              |              |              |             |             |             |  |
| Votes nuls               |                              |                    |              |              |              |             |             |             |  |
| Total                    | Total                        | Total              |              | 100          |              | 100         |             |             |  |
| Abstention               |                              |                    |              |              |              |             |             |             |  |
| Inscrits / participation |                              |                    |              |              |              |             |             |             |  |